# Un ricatto di troppo
Un ricatto di troppo (titolo francese Nestor Burma contre C.Q.F.D.) è un romanzo poliziesco dell'autore francese Léo Malet, pubblicato nel 1945. Si tratta del secondo romanzo che vede come protagonista l'investigatore privato Nestor Burma.
Il libro è stato tradotto in italiano (2006), olandese, tedesco.

## Trama
17 marzo 1942: su Parigi suona l'allarme in piena mattina. Avviandosi al rifugio più vicino, Nestor Burma è spinto da una giovane che esce a precipizio da un portone e tenta di fuggire, ma è costretta ad entrare nel rifugio dai tutori dell'ordine. Quando tutti possono uscire, la giovane si dilegua e Burma scopre che un uomo è stato assassinato nell'edificio dal quale lei era uscita. L'ispettore Faroux, vedendo Burma, cerca di capire perché questi fosse nelle vicinanze del delitto e da quel momento Burma comincia a indagare per propriio conto, ritenendosi sospettato. La vittima, un certo Briancourt, aveva un biglietto dell'agenzia di Burma, la Fiat Lux.
Prima di ritrovare la giovane, l'investigatore riceve in agenzia un certo Chabrot (direttore del giornale C.Q.F.D.). Questi tenta un ricatto, minacciando di rivelare che Burma è stato tre mesi in un carcere minorile da ragazzo: ma viene allontanato in malo modo. A sera, Nestor trova la ragazza in una casa isolata, nelle mani di due furfanti, dai quali egli la libera. Ma la donna (Lydia) gli dà un falso nome e riesce a drogarlo. Recuperato dalla polizia locale senza documenti, è messo in guardina e deve rivolgersi a Florimond Faroux perché garantisca per lui. Quando l'ispettore arriva a liberarlo, Burma apprende che il morto del giorno prima, il sedicente Briancourt, era invece  Barton ed aveva partecipato nel 1938 alla rapina nella quale era stato assaltato il treno che trasportava lingotti d'oro della Banca centrale dello Stato.
Barton, nel '38, aveva denunciato il basista del colpo, Alfred Thevenon (poi condannato a morte con il complice Vallier); in cambio il delatore aveva scontato una pena lieve e si pensava che sapesse dov'erano nascosti quattro lingotti (tutti gli altri erano stati ritrovati). Con molta pazienza, Nestor Burma e l'amico Covet, scoprono il nascondiglio dei lingotti, nella cantina del villino in cui Burma aveva incontrato Lydia. Nel frattempo una donna, la signora Bourguet, ex amante di Thevenon, ricattata dalla cricca di Chabrot, si era tolta la vita, ignorando che lo stesso Chabrot aveva ricevuto due pallottole nel ventre. Per finire, un certo Gaillard (che si era fatto assumere da Burma) si rivela una spia che mira ai lingotti ma, fuggendo da Burma che lo ha smascherato, cade da un tetto mentre un aereo tedesco vola a bassa quota su Parigi.
Resta solo Lydia, divenuta amante di Burma e da lui identificata come moglie di Barton. Le fa ammettere di aver assassinato Barton, per l'ennesima minaccia. Tuttavia Nestor Burma non vuole la condanna di Lydia e la convince a fuggire su un treno per Bordeaux. Ma il treno derraglia e Lydia è tra le vittime. Nell'ultima spiegazione, Nestor apprende che la polizia ha attribuito a Gaillard l'uccisione di Barton, sia perché aveva in tasca l'arma del delitto, sia perché egli era in realtà Gonin, latitante ma appartenente alla banda di Thevenon. Comprendendo che Lydia non sarebbe mai stata accusata, Burma si dispera e fa un'incomprensibile scenata a Florimond Faroux.

## Opere derivate
Dal romanzo è stata tratta una storia a fumetti: Nestor Burma contre C.Q.F.D., disegni di Emmanuel Moynot, prosecuzione dell'opera di Jacques Tardi, Paris, Casterman, 2016 (ISBN 978-2-203-10890-5).

## Edizioni in italiano
- Léo Malet, Un ricatto di troppo, traduzione di Federica Angelini, Roma, Fazi, 2006
- Léo Malet, Le inchieste di Nestor Burma 2 (contiene: Un ricatto di troppo; Il quinto processo; Il sole sorge dietro il Louvre), traduzione di Federica Angelini, Roma, Fazi, 2008